# 拉卡夫雷拉山脈

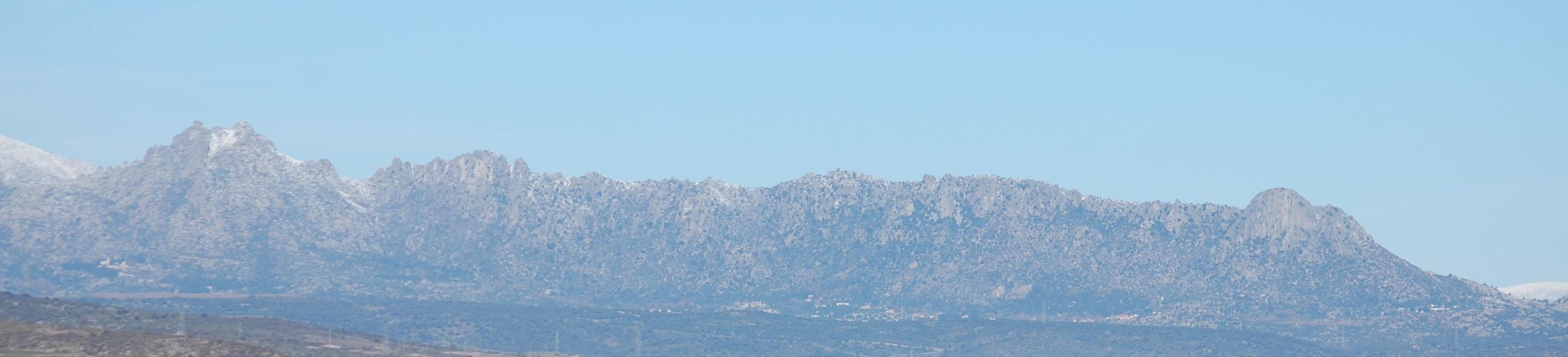

拉卡夫雷拉山脈（西班牙語：Sierra de La Cabrera），是西班牙的山脈，位於伊比利亞半島，處於拉卡夫雷拉以北，屬於中央山脈的一部分，該山脈的最高點海拔高度1,564米。